# Производство кофе в Анголе
Производство кофе в Анголе является одним из старейших в Африке к югу от Сахары, ведя свою историю с начала XIX века. Несмотря на снижение уровня производства, наблюдавшееся в последние десятилетия, кофе по-прежнему является одним из основных сельскохозяйственных продуктов Анголы. На пике развития этой отрасли в 1973 году провинция Ангола сделала Португалию третьим по величине производителем кофе в мире.

## История
Выращивание и производство кофе в значительной степени способствовали экономическому развитию северной части Анголы, причем основное внимание уделялось региону Уиже. Коммерческая эксплуатация кофе была начата португальцами в 1830-х годах. Интерес к бизнесу привлекал торговцев не только из метрополии, но и из Бразилии. Первая плантация в провинции была учреждена лузо-бразильским фермером в 1837 году. Недавняя независимость южноамериканской колонии побудила правительство Лиссабона перенести свои инвестиции в кофейный бизнес на африканские территории. Колонизация Бразилии позволила Португальской империи на протяжении столетий занимать видное место в производстве и сбыте кофе во всем мире, положение, которое Лиссабон намеревался сохранить через Анголу и Мозамбик. Наиболее распространенной культурой на 2000 плантаций, созданных в период колониальной Анголы, была робуста.
Инвестиции из метрополии сделали провинцию третьим по величине производителем кофе в мире в начале 1970-х годов. Несмотря на Колониальную войну, начавшуюся в 1961 году, в рекордном 1973 году было произведено в общей сложности 230 000 тонн кофе. После революции 25 апреля 1974 года и обретения Анголой независимости производство резко сократилось из-за десятилетий гражданской войны, которая привела к уничтожению или оставлению подавляющего большинства земель, посвящённых земледелию. Многие из работавших в этой отрасли фермеров были вынуждены мигрировать в Бразилию или Португалию.
Восстановлению бывших плантаций уделялось определенное внимание с 2000 года, однако объем инвестиций, необходимых для восстановления растений, непродуктивных в течение более 40 лет, оценивается в 230 млн долл. США. Открытие новых дорог и относительный мир, наблюдаемый с начала века, вселяют в сектор новые надежды.

## Современное состояние
В настоящее время Национальный институт кофе Анголы имеет три научно-исследовательских учреждения, отвечающих за производство и распространение зерен робусты в регионах Габела, Южная Кванза и Уиже. Однако из-за ущерба, нанесённого войной, функционирует только один из них.
Эффективное производство робусты отмечается в пределах провинций Уиже, Северная Кванза, Южная Кванза, Бенго и Кабинда. Экспорт арабики составляет лишь 5 % от общего экспорта кофе, поступающего из регионов Бенгела, Бие, Уамбо, Уила и Мошико.
Согласно исследованию, проведенному в 2000 году Международной организацией по кофе, этот сектор вносит весьма незначительный вклад в экономику Анголы. В 1997 году экспорт кофе составил всего 5 млн долл. США, а общая стоимость экспорта оценивается в 4 626 млн долл. США.
В 2017 году под производство кофе в Анголе было занято 50 000 га, что в 10 раз меньше, чем в 1970-х годах, когда 500 000 га уделялись этой отрасли. В том же году страна ограничилась производством 8 000 тонн кофе, а занято в этом секторе было 25 000 фермеров, большинство из которых работают на плантациях небольшого размера.
Деятельность кофейной промышленности в Анголе контролируется и регулируется государственным секретарем по вопросам кофе, должность которого была учреждена в 1988 году. Его департамент использует Ангольский национальный институт кофе для надзора за производством на местах.
Все производители кофе должны получить лицензию, оцениваемую в 40 долларов, и доказать, что ими соблюдаются необходимые требования к производству, иметь капитал, необходимый для работы с 15 тонн кофе и склад, способный поддерживать логистику на должном уровне.